# بويا إداني
بويا إداني (مواليد سنة 1995) (بالفارسية: پویا ایدنی) لاعب شطرنج إيراني. حصل على لقب أستاذ كبير من قبل الاتحاد الدولي للشطرنج في عام 2014.

## مسيرته
كان بطلاً لأقل من 18 عامًا في بطولة العالم للشطرنج للشباب 2013، ومثل بلده في عدد من أولمبياد الشطرنج، بما في ذلك نسختي 2012 و2014.
لعب في كأس العالم للشطرنج 2015، وهُزم في الجولة الأولى من قبل الأذربيجاني شخريار ماميدياروف.

## روابط خارجية
- بويا إداني على موقع الاتحاد الدولي للشطرنج (الإنجليزية)
- بويا إداني على موقع مباريات الشطرنج (الإنجليزية)
- بويا إداني على موقع 365Chess.com (الإنجليزية)
- بويا إداني على موقع Chesstempo.com (الإنجليزية)
- بويا إداني سجل أولمبياد الشطرنج على موقع OlimpBase.org (الإنجليزية)